# Pasaje de San Vicente
El pasaje de San Vicente es un estrecho entre Santa Lucía y San Vicente y las Granadinas que conecta el océano Atlántico Norte con el mar Caribe.